# Бад-Феслау
Бад-Феслау (нім. Bad Vöslau) — місто в Австрії, в федеральній землі Нижня Австрія, у окрузі Баден.